# Хусеин ибн Али
Ел Хусеин ибн 'Алī ибн Абī Тāлиб ибн 'Абд ел Муталиб ибн Хāшим ибн 'Абд Манаф или Хусејн (* 627, умро 10. октобар 680/ 5-61.), други син хазрети Алије и Фатиме и Мухамедов унук.
Прича о Хусеину је централни догађај у историји дванаестника. Муавију је после његове смрти наследио његов син Језид. Језид је постао халифа у Дамаску, али мимо уобичајене процедуре, јер је Муавија знатно раније присилио неке познате ашабе на верност Језиду, који је био познат по томе што је волео забаве. Неслагања о томе ко је најпогоднија личност за место халифе због духовних, политичких и верских разлога, а која нису била само ши'ијски аргументи, водила су многе познате личности да одбију да се прикључе Језиду. Међу њима су били Абдулах ибн Зубејр, син познатог ашаба, који се касније прогласио за халифа и једно време владао Меком, и Хусеин, Послаников унук, који је напустио Медину и склонио се у Меку.
У Меки су га присталице наговориле да оде у Куфу, где су му осигурали подршку. Хусеин је послао свог нећака Муслима ибн Акила да припреми његов долазак. Међутим, ухваћен је и убијен од стране емевијског намесника. Хусеин се после тога одлучио да оде у Куфу са осамдесет чланва своје породице, и још шездесет других, од којих су половина били ашаби. Абдула, син халифе Омера, одговаро га је од овог пута. Језид је тада наредио свом намеснику Убејдулаху ибн Зијаду да пресретне Хусеина, коме се у међувремену придружило шест стотина људи. Међутим, војска од четири хиљаде људи под вођством Омера ибн Са'да (сина Са'да ибн Векаса) окружила га је на Кербали, покрај реке Еуфрат у Ираку. Одсечен осам дана од извора воде, он је преговарао са Језодовим трупама, све док није почела борба, а у почетку су то, сходно арапским обичајима, биле борбе појединаца. На крају је и сам Хусејн ушао у борбу где је, скрхан жеђу, ускоро убијен. Само двоје његове деце преживело је масакр, који је након тока следио. Његово убиство није имало велики утицај на тадашњу политичку ситуацију, али је постало симбол од велике важности за ши'ије, у почетку за врме Бујида, а још више после успона Сафавидске династије. Хусеин је за ши'ије имам, особа коју они смарају посредником између Бога и човека. Они верују да је ова функција наследна, и да је од Алије прешла Хусеиновим потомцима. Међу ши'ијама и данас постоји осећај кривице због догађаја у Кербели. Централни догађај везан за ову кривицу јесте обмањујући позив Хусеину и издаја од раних ши'ија из Куфе, који му нису пристигли у помоћ.
Први Сафавиди, који су успели да освоје Персију почетком шеснаестог вијека, искористили су и институционализовали ову кривицу. Као и други пре њих, Сафавиди су користили ши'изам као оруђе за добијање и одржавање политичке моћи, и као механизам друштвене контроле. Хусеинова смрт описана је с много крвавих и сажаљивих детаља у драми званој та'зија која се у ши'јском свету изводи неколико дана пре обележавања догађаја на Кербали. Суније на овај догађај гледају као на жалосно убиство Посланиковог другог најближег потомка. Иако га сматрају ужасном трагедијом, оно није постало лична и национална траума. Суније обиљежавају овај дан (10. мухарем), али не због догађаја на Кербели, већ је он обилежаван као празник и у Посланиково време. Данас неке ши'ије, приликом обележавања годишњице Хусеинове смрти, падају у транс или се рањавају идући улицама. Хусеиново турбе, још од сафавидског времена, постало је најважније светиште дуодецималних ши'ија.
Пре своје смрти, омејадски владар Муавија именовао је свог сина Језида за свог наследника, супротно споразуму Хасан-Муавија. Када је Муавија умро 680. године, Јазид је захтевао да му се Хусеин закуне на верност. Хусаин је одбио да се обавеже на верност Јазиду, иако је то значило жртвовање његовог живота. Као последица тога, напустио је Медину, свој родни град, да би се склонио у Меку у 60. хиџретској години. Тамо су му људи из Куфе послали депешу, тражећи његову помоћ и обећавајући му своју верност. Стога је путовао према Куфи, након што је добио неке повољне индикације, заједно са малим караваном његових рођака и следбеника, али у близини Карбале је његов караван пресрела Јазидова војска. Он је убијен и одрубљена му је главу у Бици код Карбале 10. октобра 680. године (10. мухарема 61. хиџретске године) од Језида, заједно са већином своје породице и сапутника, укључујући Хусановог шестомесечног сина Али ал-Асгхара, док су жене и остала децом узети као затвореници. Бес због Хусеинове смрти претворен је у вапај који је помогао да се поткопа легитимитет Омејадског калифата, и на крају његово свргавање Абасидском револуцијом.